# Zabušivanje
Zabušivanje ili označavanje središta rupe je postupak obrade provrta (rupe) koji se koristi prije bušenja kako bi se spiralno svrdlo centriralo i pravilno vodilo. Također se koristi za izradu gnijezda kod vratila i osovina za centriranje i pravilno stezanje prilikom daljnjih strojnih obrada na vratilu ili osovini. Alat koji se koristi je zabušivač (zabušivalo). Glavno gibanje je kružno kontinuirano, a posmično gibanje (posmak) je pravolinijsko kontinuirano. Glavno i posmično gibanje se izvode istodobno. Izvodi se na alatnim strojevima, najčešće bušilicama. Zabušivač se još može koristiti za izradu konusa na kraju provrta ako je promjer zabušivača veći od promjera samog provrta. Promjer zabušivača bi trebao biti 70% promjera svrdla kojim će se izrađivati provrt. Kut zabušivača trebao bi biti veći ili manji od kuta svrdla kojim će se naknadno bušiti što ovisi o materijalu svrdla. Ako je svrdlo izrađeno od HSS-a (brzorezni čelik) onda je kut zabušivača manji od 90° (dugački i kratki zabušivači) ili 120° (kratki zabušivači). Kod svrdla izrađenih od tvrdog metala kut zabušivanja trebao bi biti veći od 142° ako je kut svrdla 140°.

## Bušenje
Bušenje je način strojne obrade odvajanjem čestica kojim se posebnim alatom (svrdlom) izrađuju valjkaste (cilindrične) rupe u obratku. Alat obavlja glavno rotacijsko gibanje i pravocrtno posmično gibanje (posmak) koje mora biti u smjeru osi vrtnje (rotacije). Bušenje je povezano s predradnjom zabušivanja i naknadnim operacijama proširivanja, upuštanja, razvrtanja i izbušivanja.

## Slike
|                                                         |                     |                                                     |                                     |
| Prikaz raznih cilindričnih rupa (navrt, uvrt i provrt). | Zabušivanje u drvu. | Alati za zabušivanje ili označavanje središta rupe. | Zabušivanje je priprema za bušenje. |